# Gustaf Adolf Löwenhjelm

Gustaf Adolf Löwenhjelm och dottern Harriet under en resa till Ceylon, 1904.

Gustaf Adolf Löwenhjelm, född den 22 mars 1842 i Östra Sallerups socken, Malmöhus län, död den 25 juni 1929 i Stockholm, var en svensk militär. Han var far till Harriet Löwenhjelm.
Löwenhjelm blev underlöjtnant vid Skånska dragonregementet 1862 och löjtnant där 1872. Han var adjutant vid 1. militärdistriktets stab 1874–1886 och blev ordonnansofficer hos kronprinsen 1881, adjutant samma år och kammarherre 1883. Löwenhjelm befordrades till ryttmästare i armén 1881 och vid regementet 1883, till major 1889 och vid Kronprinsens husarregemente 1890 samt till överstelöjtnant vid Livregementets husarer 1892. Han var överste och chef för Norrlands dragonregemente 1895–1904. Löwenhjelm blev riddare av Svärdsorden 1887, kommendör av andra klassen av samma orden 1898 och kommendör av första klassen 1903. Han vilar på Djursholms begravningsplats.